# Heiligenhuisje (Sint-Pieters-Voeren)

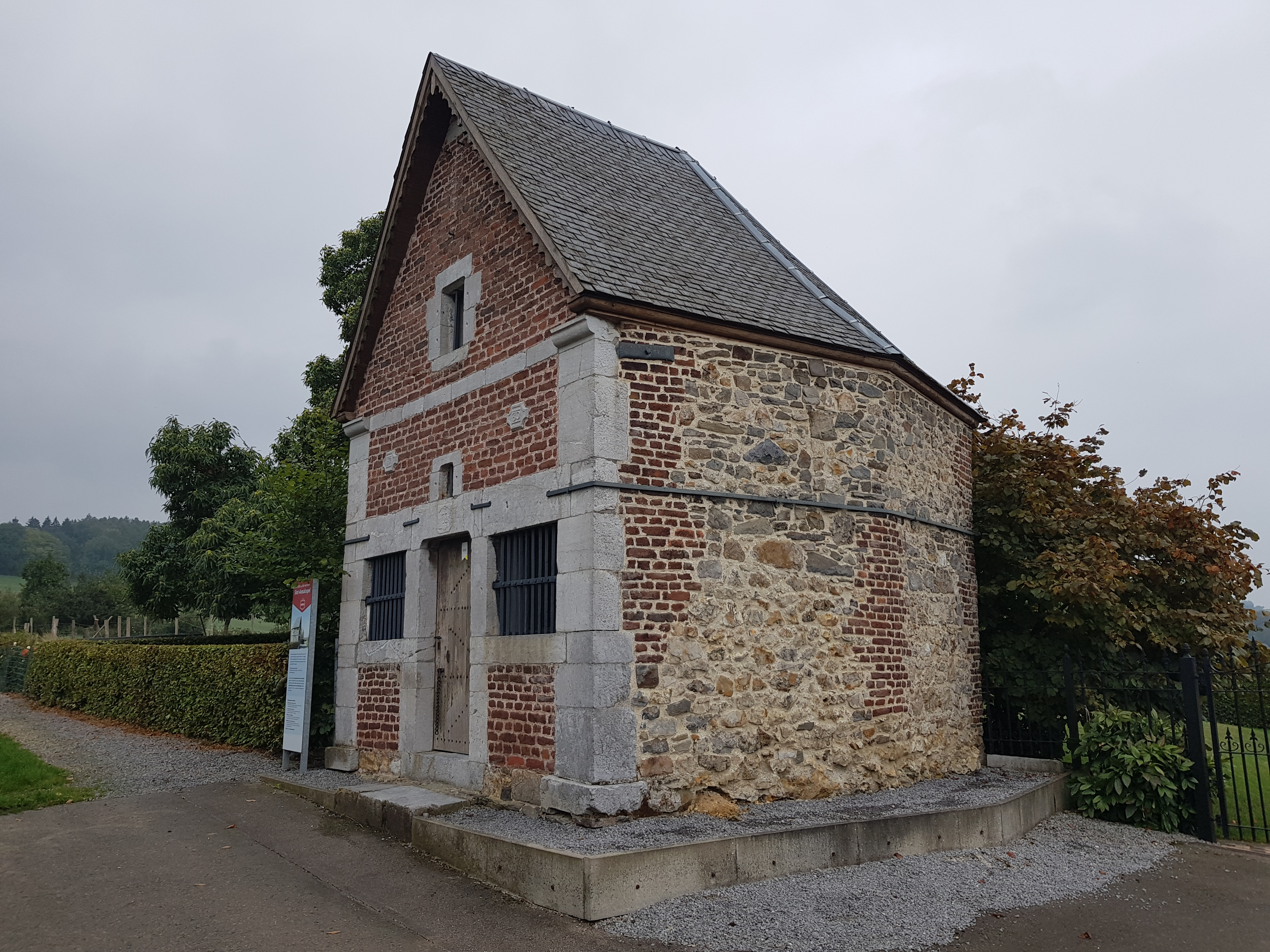
Heiligenhuisje, ook wel Sint-Annakapel in Sint-Pieters-Voeren.

Het Heiligenhuisje (Limburgs :Hèlligehuuske) is een natuurstenen bidkapel in Sint-Pieters-Voeren (gemeente Voeren, België), met een in Maaslandse baksteen- en kalksteenarchitectuur uitgevoerde voorgevel. 
In de voorgevel is een datumsteen uit 1730 gevat. De naam Sint-Annakapel, die ook voor het gebouw wordt gebruikt, is een neologisme uit de 20e eeuw. 
Tot midden de jaren 60 stond er een lindeboom voor de kapel. Deze werd sinds mensenheugenis jaarlijks bezocht door Sinti. Sinds het kappen van de boom zijn ook de Sinti weggebleven.